# Макеллістерит
Макелістерит (рос. макэллистерит; англ. macallisterite, McAllisterite; нім. Macallisterit m, McAllisterit m) — мінерал, водний борат магнію.

## Загальний опис
Хімічна формула: Mg2[B12O20 ]•15 H2O.
Склад у % (з району Долини Смерті): MgO — 10,06; B2O3 — 53,43; H2O — 36,51.
Сингонія тригональна.
Форми виділення: дрібні ромбоедричні кристали.
Густина 1,868.
Твердість 2,5.
Безбарвний.
Знайдений у вигляді дрібних зерен та уламків кристалів у зростанні з джиноритом і сасоліном у Долині Смерті (штат Каліфорнія, США).
Помилкова назва: макельстерит.
За прізвищем американського геолога Дж.Ф.Мак-Еллістера (J.F.McAllister), W.T.Schaller, A.C.Vlisids, M.E.Mrose, 1965.